# Municipio de Clinton (Nueva Jersey)
El municipio de Clinton (en inglés: Clinton Township) es un municipio ubicado en el condado de Hunterdon en el estado estadounidense de Nueva Jersey. En el año 2010 tenía una población de 13.478 habitantes y una densidad poblacional de 153,33 personas por km².

## Geografía
El municipio de Clinton se encuentra ubicado en las coordenadas 40°37′51″N 74°52′6″O / 40.63083, -74.86833.

## Demografía
Según la Oficina del Censo en 2000 los ingresos medios por hogar en el municipio eran de $96,570 y los ingresos medios por familia eran $106,448. Los hombres tenían unos ingresos medios de $77,229 frente a los $46,762 para las mujeres. La renta per cápita para la localidad era de $37,264. Alrededor del 0.9% de la población estaba por debajo del umbral de pobreza.